# Sovetski (Stàvropol)
|  | Per a altres significats, vegeu «Sovetski». |

Sovetski (en rus: Советский) és un poble (un khútor) del krai de Stàvropol, a Rússia, que en el cens del 2010 no tenia cap habitant. Pertany al districte rural de Kurskaia.